# 아리우스
아리우스(라틴어: Arius, 그리스어: Άρειος; 250년/256년 ~ 336년)는 키레나이카 출신의 알렉산드리아 대주교 관구에서 활동했던 초기 기독교의 기독교 성직자였다. 아리우스주의를 주장하여 아리우스파를 연 것으로 잘 알려져 있다. 그는 ‘성자’ 예수는 성부에게 종속된 유사한 본질(유사본질)을 가진 성부의 피조물에 불과하다는 주장을 펼쳤다. 당시 그의 주장은 대중적인 인기를 끌고 폭넓게 받아들여졌지만 결국 325년 콘스탄티누스 1세가 직접 주재한 제1차 니케아 공의회에서 이단으로 결정되었다.
로마 제국에서 리키니우스와 콘스탄티누스 황제가 기독교를 승인한 후, 콘스탄티누스는 교회 안의 신학적 분열을 제거하여 이들을 통합하고자 했다. 당시 교회는 삼위일체론을 두고 분열된 상황이었는데, 이들 중 가장 우세한 측은 알렉산드리아의 아타나시우스를 필두로 한 동일본질론자들이었다. 이들의 대척점에는 아리우스를 필두로 한 유사본질론자인 아리우스파가 있었다. 동일본질론자들은 유사본질을 주장하는 이들을 두고 '아리우스파'라 불렀다. 동일본질론자들은 아리우스파의 주장이 맞다면 성자는 없고 성부만 존재하던 시간이 있어야 할 것이라며 그들의 주장을 비난했다.
몇 차례의 공의회에서 결의된 교회의 일치된 반대에도 불구하고, 아리우스파는 게르만족 왕국들을 비롯한 유럽 전역, 중동, 북아프리카에서 수 세기 동안 지속되었다. 이후 5세기에서 7세기 사이에 군사 정벌과 왕실의 자발적 개종을 통해 아리우스파는 자취를 감추게 되었다.
아리우스 이전에도 성자의 위치에 대한 논쟁이 있었지만, 아리우스가 평신도들을 끌어드리며 논쟁을 격화시켰으므로 아리우스주의는 대체로 아리우스의 것으로 여겨진다. 후기 아리우스파의 일부는 아리우스의 가르침의 영향을 받지 않았다고 주장하지만, 그럼에도 불구하고 이들의 주장 역시 모두 아리우스주의라는 이름으로 정리된다.

## 생애 초기
아리우스의 정확한 일생과 그의 주장을 재구성하는 것은 어려운 일이다. 아리우스의 저작 대부분은 콘스탄티누스 대제의 명령에 의해 아리우스 생전에 불태워졌고, 소각에서 살아남은 저작들도 후에 그의 반대자인 정통파들에 의해 소실되었다. 따라서 아리우스와 그의 저작에 대해 현재까지 전해지는 정보는 모두 그를 이단자라고 비난한 기독교 성직자들이 남긴 기록을 통해 전해지는 것이다. 이 때문에 일부의 학자들은 남아있는 기록의 신빙성에 의문을 제기한다.
아리우스의 아버지의 이름은 암모니오스로 알려져 있다. 로마 제국 키레나이카에서 태어나 안티오케이아에 있는 성직자 학교에서 루키아노스로부터 성경을 배웠다. 알렉산드리아로 돌아온 아리우스는 로마 제국의 고문을 두려워하여 배교했던 사람들의 재입교를 두고 리코폴리스의 멜레티오스의 편을 들어 논쟁에 참여했다. 이후 311년에 멜레티오스의 지원을 받아 리코폴리스에서 보제가 되었다. 311년에 멜레티오스를 지지했다는 이유로 알렉산드리아의 페트로스 주교에 의해 파문당했지만, 페트로스 대주교가 순교한 뒤 그의 후임자인 아킬라스 대주교는 아리우스의 청을 수락하여 그를 다시 입교시키고 사제품도 주었다. 이듬해 알렉산드리아 바우칼리스 교구의 사제가 되었다.
남아있는 기록 대부분이 그의 성격에 대해 부정적으로 묘사하고 있지만, 사료를 비평하면 아리우스는 다정한 태도와 엄격한 금욕주의, 순수한 정신, 확고한 신념을 가진 사람으로 인정받았던 것으로 보인다. 아리우스의 반대자 중 하나인 키프로스의 주교 에피파니오스는 그를 두고 "키가 크고 군살이 없는 몸매에 준수한 용모와 공손한 말투를 썼고, 여자들은 그의 정중한 예의와 금욕적인 외모에 감동했고 남자들은 그의 지적 탁월함에 감명을 받았다"라고 적는다.
또한 현존하는 기록들은 그의 신학이 너무 자유롭고 느슨하다고 비난하지만, 일부 역사학자들은 아리우스가 실제로는 상당히 보수적이었으며, 기독교 신학이 그리스 이교도와 너무 자유롭게 혼합되는 것에 대해 개탄했다고 본다.

## 아리우스의 교리
알렉산드리아의 알렉산드로스는 콘스탄티노폴리스의 알렉산드로스와 니코메디아의 에우세비오스에게 아리우스의 교리에 반대하는 편지에서 그의 교리를 조목 조목 비판했다. 그에 따르면 아리우스는 다음과 같이 가르쳤다.
하느님은 처음부터 성부였던 것이 아니라, 성부가 아니었던 시기가 있었습니다. 하느님의 말씀은 영원전부터 있었던 것이 아니라 무에서 만들어진 것입니다. 영원히 존재하는 하느님(스스로 있는 자 또는 영원한 자)은 존재하지 않았던 그분[성자]을 무에서 만들었습니다. 따라서 그[성자]가 존재하지 않았던 시기가 있었으며, 성자는 창조물입니다. 그가 아버지와 같지도 않고 원래 그가 아버지의 진정한 말씀이나 진정한 지혜가 아니며, 실은 하느님이 만든 하나의 창조물에 지나지 않고, 그가 다른 피조물과 마찬가지로 하느님의 말씀과 지혜로써 만들어졌기 때문에, 그냥 말씀과 지혜 자체라고 하는 것은 잘못된 것입니다. 따라서 말씀은 하느님의 본질과는 다른 것입니다. 그리고 아버지는 아들에 의해 설명되는 것이 아니고 [아들에게] 보이지도 않습니다. 이는 말씀이 아버지를 정확하고 완벽하게 알지도 못하며, 그를 제대로 볼 수도 없기 때문입니다. 아들은 그의 본질을 알 수 없습니다. 이는 하나님이 우리를 [말씀]을 통하여 만들기 위해 그를 도구로 사용하였고, 우리를 만들기 위함이 아니었더라면 그를 만들지도 않았을 것이기 때문입니다.

아리우스는 자신의 책 《향연Thalia》 에서도 비슷한 말을 남겼다.
하느님은 계속 아버지였던 것이 아니고, 그가 혼자 계시며 아버지가 아니었던 시기가 있었다. 그는 나중에 [아버지가 되었다]. 아들은 영원에서 온 것이 아니라 무에서 온 것이다.— 《향연Thalia》, 아리우스

## 아리우스 논쟁

### 초반
교회사가 콘스탄티노폴리스의 소크라테스에 따르면, 아킬레스 대주교에 뒤를 이어 알렉산드리아의 대주교가 된 알렉산드로스는 사제와 보제 등 여러 성직자들 앞에서 '성 삼위일체의 단일성'이라는 주제로 설교했다. 이때 사제 아리우스는 대주교가 정죄된 사벨리우스의 교리를 교묘히 가르친다고 생각했고, 그의 설교를 비난한 다음 "만일 성부께서 성자를 낳으셨다면, 성자는 태어났으므로 존재의 시작이 있었습니다. 따라서 성자가 없던 때가 있었다는 것이 분명해집니다. 그러므로 성자의 본질이 무無에서 비롯되었다는 것 또한 필연적인 귀결입니다."라고 말했다. 이렇게 아리우스는 성부와 성자가 다르며, 성자가 태어났으며, 고로 성자는 시작이 있고, 그 시작 이전에는 존재하지 않았다라고 주장한다. 아리우스 또한 알렉산드로스 대주교에게 직접 자신의 신앙을 역설하는 편지를 보내기도 하였다.
소크라테스는 아리우스가 그를 가르친 안티오케이아의 루키아노스의 가르침으로부터 영향을 받았다고 보았다. 알렉산드리아의 알렉산드로스는 콘스탄티노폴리스 대주교 알렉산드로스에게 보내는 편지에서 아리우스의 신학은 루키아노스로부터 물려받은 것이라고 적었다. 해당 편지에는 아리우스가 퍼뜨리고 있는 교리에 대해 불평하는 내용이 적혀있었다. 비록 편지가 상당히 공격적인 어조로 작성되었지만 이는 동시대 대부분의 논설문에서 찾아볼 수 있는 특징으로, 특별히 아리우스에게 이단혐의를 씌우고자 했다고 보지는 않는다. 또한 알렉산드로스는 루키아노스를 두고 그에게 이단적인 성향이 있다며 비난한 적은 있어도, 그가 아리우스와 같은 종류의 이단을 가르쳤다고 비난하지는 않았다.

### 오리게네스와 아리우스
다른 3세기 신학자들과 마찬가지로, 아리우스 역시 오리게네스의 영향을 받았다. 둘 모두 성자가 성부에 어느 정도 종속된 존재로 보는 등 종속주의적인  성격을 띈 주장을 펼쳤지만, 오리게네스는 로고스가 시간 이전부터 존재한 영원한 존재였다고 본 반면 아리우스는 로고스는 존재의 시점이 있는 피조물이라고 주장했다. 아리우스는 성부의 우월성과 유일성을 강조했는데, 이는 성부만이 무한하고 영원하며 전능하므로 곧 성부의 신성은 성자의 신성보다 더 커야 한다는 것을 의미했다. 오리게네스 역시 성자의 권능이 성부에 비해 제한적이라고 주장했지만, 아리우스와 달리 성자의 영원성을 주장했기 때문에 아리우스와 오리게네스의 주장은 이런 부분에서 차이가 있다.
아리우스는 루키아노스의 밑에서 함께 수학한 니코메디아의 에우세비오스에게 보낸 편지에서 오리게네스의 주장에 대한 반대의견을 명확히 했다. 그러나 아리우스는 로고스가 아버지로부터 산출된 존재라는 부분에서 오리게네스의 주장에 동질감을 느꼈다. 그러나 오리게네스는 신학적 논점을 던져줄 뿐, 해당 논점에 대해 완결된 주장을 펼치지 않았기 때문에 아리우스 뿐 아니라 동일본질론자들 역시 오리게네스의 저작을 인용하며 논쟁을 벌일 수 있었다.

### 아리우스주의의 확장
성자의 신성을 훼손하며 대주교의 권위에 공공연하게 도전한 아리우스는 알렉산드로스 대주교가 소집한 알렉산드리아 회의에서 주교와 사제들에게 심문을 받고 그의 추종자들과 파문을 당했다. 이에 아리우스는 니코메디아의 에우세비오스를 비롯한 자신의 지지자들에게 편지를 썼다. 아리우스주의가 확산됨에 따라 아리우스와 동문이자 황제에게 신임받는 니코메디아의 주교 에우세비오스는 아리우스주의를 변호하는 편지를 보냈다. 또한 당대에 박식하다는 카이사레아의 주교 유세비우스도 성자는 성부와 동일본질이 아니라고 말하기를 주저하지 않았다.

### 니케아 공의회

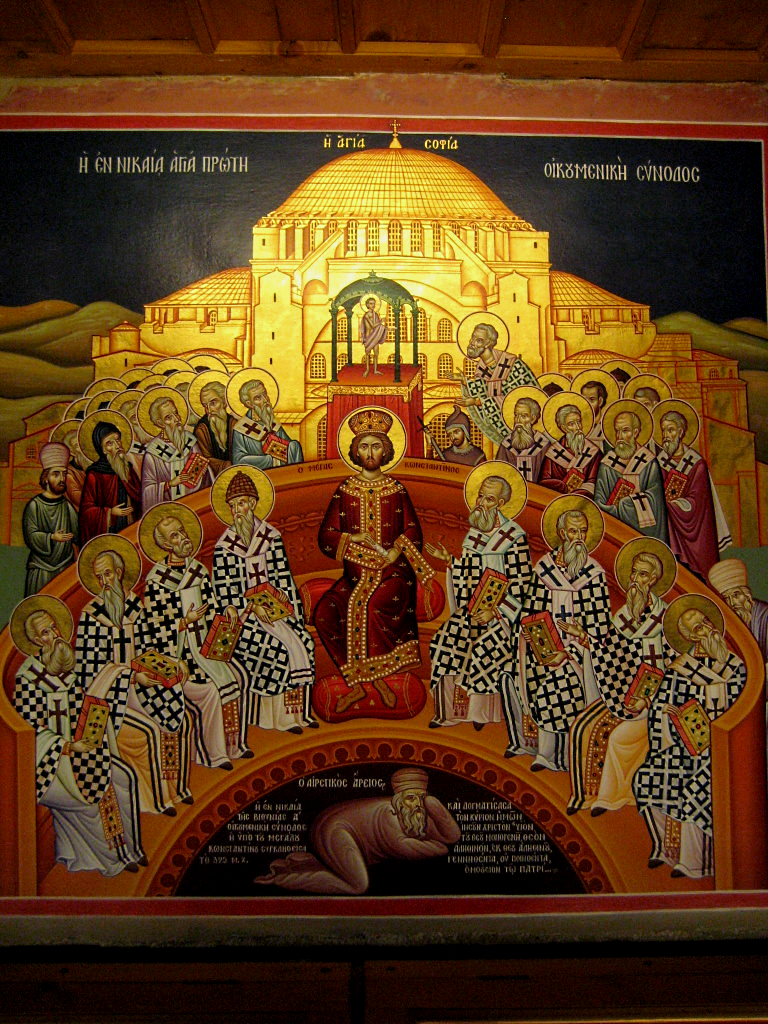
콘스탄티누스 대제와 주교들의 발밑에 아리우스가 그려져 있다.

당시 동방의 많은 주교들과 공동체 지도자들은 아리우스를 지지했기 때문에, 아리우스 논쟁은 알렉산드리아 교구의 영역을 넘어 결국 기독교 전체의 문제로 번져 버렸다. 알렉산드로스 알렉산드리아 대주교가 아리우스주의를 정죄한 그 때에도 아리우스의 교리는 알렉산드리아 너머의 지중해세계 전체에서 논쟁과 혼란의 불씨를 퍼트리고 있었다. 313년 리키니우스와 콘스탄티누스 1세가 밀라노 칙령을 통해 기독교를 승인하며 교회는 로마 세계에서 가장 강력한 세력 중 하나가 되었다. 콘스탄티누스 황제는 316년의 도나투스 논쟁을 포함해 교회의 문제에 관심을 가졌고, 기독교 세계 안의 논쟁을 끝내길 원했다. 이를 위해 황제는 코르도바의 주교 호시우스를 파견하여 이 문제를 조사하고 가능하면 해결할 것을 명하였다. 호시우스는 황제의 공개 서한을 들고 다녔는데, 거기에는 "그런고로 너희는 각자 서로에 대한 사려를 보이며 동역자의 공정한 권고를 들을지어다"라고 쓰여있었다. 그러나 호시우스의 노력에도 불구하고 논쟁이 끝날 기미를 보이지 않자, 324년 로마의 단독황제가 된 콘스탄티누스는 이듬해 전례 없는 조치를 취했다. 바로 모든 교회의 고위 성직자들을 소집한 것이다.
브리타니아를 제외한 모든 교구는 한 명 이상의 대표자를 공의회에 보냈다. 대부분의 참석자들은 동방에서 왔으며, 당시 교황이었던 실베스테르 1세는 참석하기에 너무 연로한 까닭에 두 명의 사제를 대신 보냈다. 아리우스는 주교 알렉산드로스와 함께 공의회에 참석했다. 또한 카이사레아의 유세비우스, 니코메디아의 에우세비우스도 참석했다. 이후 공의회에서 채택된 삼위일체론의 대표적인 옹호자가 되어 평생을 아리우스주의를 근절하는데 헌신한 아타나시우스도 보제의 신분으로 참석했다. 공의회가 소집되기 전에, 호시우스는 니코메디아에서 알렉산드로스와 그의 지지자들을 만났다.
공의회는 니케아에 있는 황제의 여름 별궁에서 열렸으며, 약 318명의 주교가 참석하였다. 황제는 공의회를 직접 주재하였으며, 일부 논의에 참여하고 심지어 주도하기도 하였다. 황제가 연설을 마치고 토론을 개시하자, 곧이어 격렬한 논쟁이 이어졌다.
아리우스를 지지하는 주교는 니코메디아의 에우세비우스를 비롯해 총 22명이 있었다. 그러나 에우세비우스가 성자가 피조물이라는 아리우스의글을 읽자 대부분의 주교들은 아리우스의 주장이 대단히 불경스럽고 신성모독적이라고 생각하게 되어 결국 에우세비우스는 말을 마치지 못한 채 단상에서 끌려 내려왔다. 아리우스와 반대되는 입장인 동일본질은 알렉산드로스 대주교가 이끌었다. 당시 아타나시우스는 보제에 불과했기 때문에 공의회에서 발언하지 못했다. 그렇지만 아타나시우스 역시 돌아다니며 정보를 수집하고 니케아 신경을 수립하는데 일부 도움을 주었다. 알렉산드로스측은 성부와 성자가 같은 본질이며, 창세 이전에 성부의 본질로부터 영원히 생성되었다며 아리우스의 반대입장을 내세웠다. 아리우스는 이전에 주장했던 것처럼 성부의 배타적인 우월성을 강조하였으며, 성자는 피조물이지만 무로부터 창조된 첫째 피조물이기 때문에 성부의 가장 사랑받는 피조물이라고 주장했다. 또한 오직 성부만이 시작이 없고 무한하고 영원하다고 주장하였다. 아리우스는 요한의 복음서 14장 28절과 골로사이인들에게 보낸 편지 1장 15절을 인용하며 성경의 권위에 호소하였다.
두 달 동안 이어진 공의회에서는 회의의 결론을 위해 다양한 신앙고백문이 제출되었다. 그중 중도파의 카이사레아의 주교 유세비우스가 제출한 신앙고백문 초안에 콘스탄티누스 대제는 호모우시오스(ὁμοούσιος)를 첨가하고 모든 참석자들에게 서명하도록 권고하였다. 이 신앙고백문인 니케아 신경에 대다수의 주교들은 동의하며 서명하였다. 아리우스파 주교들 또한 서명하였고, 그들 중 단 5명의 주교만 서명을 하지 않았는데, 거기서 니코메디아의 에우세비오스와 니케아의 테오그니스, 칼케돈의 마리스는 일단 태도를 바꾸어 서명하였다. 서명하지 않은 주교는 단 2명이었고, 이들은 아이깁투스의 주교인 테오나스와 세쿤두스였으며, 아리우스와 함께 일리리아로 추방되었다.

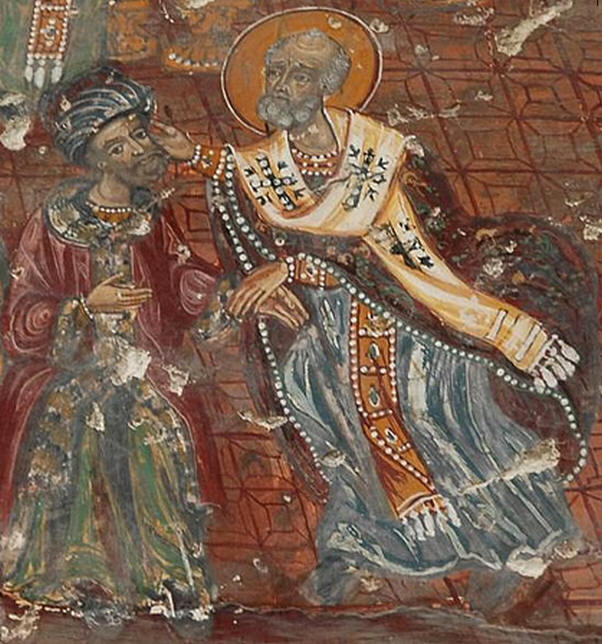
성 니콜라오스에게 뺨을 얻어맞는 아리우스.

뮈라의 니콜라오스의 성인전 중 일부에 따르면, 공의회에서의 논쟁이 너무 격렬해져서, 어느 순간 니콜라오스가 아리우스의 얼굴을 때렸다고 전한다.
니케아 공의회가 끝난 뒤인 333년, 콘스탄티누스 대제는 아리우스의 모든 작품을 소각하라는 칙령을 반포하였다.
"...만약에 아리우스가 쓴 글이 발견되면 모두 소각하라. 그의 타락한 교리를 제압하고, 그에 관한 어떤 기억도 남아있지 않도록 해야한다. 그러므로 내가 명하노니, 만일 누구든지 아리우스의 책을 숨긴 것이 발각되거나, 이를 즉시 제출해 소각하지 않은 자는 사형에 처할 것이다. 그가 이 범죄에서 발각되자마자 즉시 사형에 처해질 것이다."— 콘스탄티누스 대제의 아리우스파에 반대하는 칙령

### 니케아 공의회 이후

#### 아리우스의 복권
아리우스는 이단으로 배격되었으며, 아리우스 일파에 대한 공식적인 파문선언이 삽입된 니케아 신경을 채택하였다.
아리우스의 동문으로 그를 열렬히 지지하다가, 주교직에서 쫓겨났던 니코메디아의 에우세비오스는 다시 황제의 신임과 주교직을 회복하였고, 아리우스파 주교들은 콘스탄티누스 대제에게 아리우스의 사면을 탄원하였다. 327년, 아리우스도 탄원서를 황제에게 보냈으며, 황제는 그를 소환하여 그의 신앙을 검증하기로 하였다. 이로써 소환된 그는 니케아의 모든 결의를 받아드리겠다고 약속하는 신앙고백문을 제출했다.
이후 335년 9월 17일, 유세비우스와 니코메디아의 에우세비오스가 주도하며, 황제가 참석한 예루살렘 교회회의에서 아타나시오스는 추방이 최종 선고되었으며, 교회와 황제의 기대에 부응하는 명백하고 화해가 담긴 신앙고백서를 제출한 아리우스를, 교회는 아리우스의 신앙을 공식 승인하고, 그를 다시 받아드렸다.
콘스탄티누스 대제는 아리우스를 콘스탄티노폴리스 황궁에서 노고를 위로하며, 아리우스의 신앙을 다시 검증하였고, 아리우스는 니케아 공의회의 결정을 받아드리는 신앙고백문에 서명하였다.

#### 아리우스의 죽음
336년, 어느 토요일에 아리우스는 다음날 교회에 모여 그의 복귀를 알릴 예정이었다. 하지만 아리우스는 그날, 갑작스럽게 죽게 되었다.
이에 에드워드 기번을 비롯한 훗날의 학자들은 아리우스의 사망이 그의 반대자들에 의한 독살로 인한 것일 수도 있다고 생각한다. 이와는 대조적으로, 아리우스의 몇몇 동시대인들은 그의 사망이 그가 주장한 이단적 견해에 결과이며, 기적적이라고 주장했다. 5세기의 사가인 소크라테스는 다음과 같이 설명하며 후자의 견해에 동조한다.
아리우스는 많은 사람에 이목을 끌며 도시한복판을 의기양양하게 행진하고 있었다. 돌기둥이 서있는 콘스탄티누스 광장을 지날때쯤
그는 심한 양심의 가책과 공포에 휩싸였다. 지나친 공포로 내장이 뒤틀린 그는 주변에 쉴 만한 곳을 찾았다. 광장 바로 뒤쪽으로 급히 자리를 옮겼지만 곧바로 설사를 하면서 실신하였다. 심한 출혈과 함께 창자가 쏟아졌다. 흥건한 피가 오장육부를 적셨다. 그는 그 자리에서 즉사했다. 이 비극의 현장은 지금도 콘스탄티노플에서 볼 수 있다. 지나가는 사람들은 손가락으로 그 회랑을 가리킨다. 이런 종류의 이상한 죽음은 오래 기억되기 마련이다.— 소크라테스 스콜라스티코스

결국 아리우스의 죽음은 그가 일으킨 교리적 논쟁을 종결시키지 못했다.

#### 아리우스의 죽음 이후
337년에는 임종 직전인 콘스탄티누스 대제가 아리우스주의를 신봉하는 니코메디아의 주교 에우세비오스에게 세례를 받았다.
콘스탄티누스 대제가 서거하자, 제국은 그의 세 아들인 콘스탄티누스 2세와 콘스탄스, 콘스탄티우스에 의해 삼분되었고,
콘스탄티누스 2세는 갈리아와 브리타니아과 히스파니아를, 콘스탄스는 이탈리아와 아프리카를, 콘스탄티우스는 동방을 통치하였다. 동방의 콘스탄티우스는 아리우스주의를 지지하였고, 아리우스파는 다시금 세력을 구축하게 되었다. 353년부터 361년까지 콘스탄티우스가 로마 제국을 통일하여 다스리게 되자 아리우스파들이 시르미움의 3차 회의와 니케아와 콘스탄티노플 노회에서 세력을 장악하여 그들의 교리를 신조화하기까지 하였다. 그러나 정통파 교부들의 노력과 호모우시우스 고수로 호모이우시우스을 주장하던 중도파들이 점차 호모우시우스를 받아드리게 되었고, 381년에 열린 콘스탄티노폴리스 공의회는 니케아 공의회의 결정을 재확인하였다. 그로 인해 아리우스파는 교회에서 파문당하였으며 로마제국에서 서서히 쇠멸하였다.

## 같이 보기
- 아리우스파
- 반삼위일체
- 단일오순절교
- 유니테리언주의
- 제1차 니케아 공의회

### 참고 문헌
- Anatolios, Khaled (October 2011). 《Retrieving Nicaea: The Development and Meaning of Trinitarian Doctrine》. Grand Rapids: Baker Academic. ISBN 978-0-8010-3132-8.
- Davis, Leo Donald (1983). 《The first seven ecumenical councils (325-787) : their history and theology》. Collegeville, Minn.: Liturgical Press. ISBN 978-0-8146-5616-7.
- Hanson, Richard Patrick Crosland (2007). 《The Search for the Christian Doctrine of God: The Arian Controversy, 318-381》. Grand Rapids: Baker Academic. ISBN 978-0-8010-3146-5.
- Kelly, J. N. D. (1978). 《Early Christian doctrines》. San Francisco: HarperCollins. ISBN 978-0-06-064334-8.
- O'Carroll, Michael (1987). 《Trinitas》. Collegeville: Liturgical Press. 23쪽. ISBN 0-8146-5595-5.
- Torkington, David (2011년 2월 3일). 《Wisdom from Franciscan Italy: The Primacy of Love》. John Hunt Publishing. ISBN 978-1-84694-442-0.
- Williams, Rowan (2002년 1월 24일) [1987]. 《Arius: Heresy and Tradition》 Revis판. Grand Rapids, Michigan: Wm. B. Eerdmans Publishing. ISBN 978-0-8028-4969-4.